# Pongola (Fluss)
Der Pongola (auch Phongolo, isiZulu für ‚Trog‘) ist ein Nebenfluss des Maputo in Südafrika.

## Verlauf
Seine Quelle liegt in der Nähe von Wakkerstroom in KwaZulu-Natal an der Grenze zu Mpumalanga in den östlichen Drakensbergen. Sie befindet sich auf einer Höhe von 2200 Metern über dem Meeresspiegel. Er fließt in östlicher Richtung, bildet teilweise die Grenze zwischen KwaZulu-Natal und Mpumalanga und führt weiter durch eine Schlucht in den Lebombobergen. Das Einzugsgebiet des Pongola gehört zum Einzugsgebiet des Maputo.

## Hydrometrie
Die Abflussmenge des Pongola wurde am Pegel M'Hlati, bei gut der Hälfte des Einzugsgebietes, über die Jahre 1968 bis 2021 in m³/s gemessen.

## Ökologie
Die Flussaue des Pongola ist eines der artenreichsten Ökosysteme Südafrikas. Die vielen Lagunen, Altwasser, Marschen, Wälder, Deiche und Wiesen bieten vielen Tieren einen Lebensraum. Im Fluss leben Krokodile, Nilpferde, Rötelpelikane und Kobalt-Eisvögel. Der Kampfadler lebt in Flussnähe. Um den Fluss gibt es auch einige seltene Pflanzen, unter anderem die Gladiolenart Ithala Gladiolus, Bivane Waterwood (engl.) und Wild Teak.